# アクス紅旗坡空港
アクス紅旗坡空港（アクス空港、中：阿克苏红旗坡机场、英：Aksu_Hongqipo_Airport）は、以前はアクスウェンス空港として知られていた、中華人民共和国の新疆ウイグル自治区アクス市にある軍民共用空港。 
2023年の利用者は2,189,821人。

## 歴史
アクス空港は1966年に空軍空港として建設され、1978年に再建され、軍民空港に拡張された。
2020年11月26日、第2ターミナルがオープンし、第1ターミナルは改修のために一時的に閉鎖された。 同年12月30日、第1ターミナルの運用を再開した。
2022年8月、阿克苏温宿机场から「阿克苏红旗坡机场」に改名された

## 就航会社、就航都市
| 就航会社     | 就航都市 |
| ------------ | --- |
| 中国国際航空 | 北京/首都、江北、ウルムチ、蘭州、トムシュク、成都/天府、青島 |
| 深圳航空     | 北京/首都、青島 |
| 山東航空     | 北京/首都、ウルムチ、青島、西安 |
| 中国東方航空 | 西安 |
| 中国南方航空 | ウルムチ、杭州 |
| 厦門航空     | 江北、ホータン、カシュガル、コルラ、アルタイ、クムル、石河子、衢州 |
| 天津航空     | ウルムチ |
| 福州航空     | 鄭州、福州 |
| 四川航空     | 江北、成都/天府、杭州、ホータン、カシュガル、コルラ、アルタイ、クムル、 石河子、衢州、長沙、上海/浦東、温州、カラマイ                                                                   |
| 成都航空     | 成都/天府、ホータン、カシュガル、コルラ、アルタイ、クムル、長沙、奇台、 昭蘇、コクトカイ、クチャ、チョチェク、トルファン、ブルチン、ボルタラ、 キュネス、ヤルカンド、カラマイ、グルジャ |
| 春秋航空     | 蘭州、広州 |
| 西部航空     | 鄭州 |
| ウルムチエア | 鄭州 |
| 華夏航空     | 江北、トムシュク、成都/天府、ホータン、カシュガル、コルラ、アルタイ、 クムル、石河子、衢州、奇台、クチャ、ボルタラ、ヤルカンド、カラマイ、 グルジャ、アラルタリム、西寧                 |
| 長竜航空     | 杭州、鄭州、上海/浦東、温州、武漢、銀川 |